# 함창초등학교 숭덕분교
함창초등학교 숭덕분교는 대한민국 경상북도 상주시 이안면 이안2길 3 (이안리)에 있었던 공립 초등학교이다.

## 연혁
- 1962년 6월 13일 이안국민학교 중촌분교 개교(설립인가 4월 10일)
- 1963년 3월 11일 중촌국민학교로 개교
- 1963년 5월 10일 숭덕국민학교로 명칭 변경
- 1983년 7월 20일 학교 공원화 조성 완공
- 1983년 10월 15일 생물 관찰 탐구장 완공
- 1996년 3월 1일 숭덕초등학교로 개칭
- 1999년 2월 19일 제36회 졸업식(9명)
- 1999년 9월 1일 함창초등학교 숭덕분교 (격하 편입)
- 2014년 3월 1일 함창초등학교로 통폐합